# 12222 Perotto
12222 Perotto eller 1982 WA är en asteroid i huvudbältet som upptäcktes den 19 november 1982 av San Vittore-observatoriet i Bologna. Den är uppkallad efter den italienska ingenjören Pier Giorgio Perotto.
Asteroiden har en diameter på ungefär 9 kilometer.